# Famotidin
Famotidin je antiulkusni lijek iz skupine specifičnih blokatora histaminskih H2-receptora. Sprečava bazalno i stimulirano izlučivanje želučane kiseline i pepsina.

## Farmakokinetski podaci
Bioraspoloživost famotidina je 40 do 45%-tna. Najvišu serumsku koncentraciju postiže 1 do 3 i pol sata nakon uzimanja. Na serumske se bjelančevine veže 15 do 20% famotidina. Jednokratna večernja doza od 20 do 40 mg famotidina sprječava noćno izlučivanje želučane kiseline za 86 do 94%, i to najmanje tijekom 10 sati; jednaka jutarnja doza spriječi izlučivanje želučane kiseline poslije doručka za 76 do 84%. Oko 70% famotidina izluči se mokraćom (glomerularnom filtracijom i tubularnom sekrecijom) u nepromijenjenom obliku. U jetri se metabolizira 30% famotidina. 

## Terapijske indikacije
- ulkusi na dvanaesniku i želucu, refluksni ezofagitis, Zollinger-Ellisonov sindrom.
- sprječavanje ulkusa na dvanaesniku.
- ostala stanja pri kojima prekomjerno izlučivanje kiseline izrazito ometa bolesnika.

## Kontraindikacije
Preosjetljivost na lijek. 

## Mjere opreza
Prije liječenja želučanoga ulkusa treba isključiti prisutnost malignog procesa! Bolesnici s teškim oštećenjem bubrega i kreatininskim klirensom manjim od 10 ml/min uzimaju manje doze famotidina.

### Interakcije
Famotidin ne djeluje na jetreni oksidazni sustav citokrom P-450 i zato ne utječe na metabolizam peroralnih antikoagulansa, teofilina, fenitoina, diazepama, propranolola ni drugih lijekova koji se metaboliziraju putem spomenutoga sustava. Zbog toga što famotidin utječe na kiselost želučanoga soka, tijekom liječenja može u određenoj mjeri doći do promjene biološke raspoloživosti lijekova čija apsorpcija ovisi o pH želučanoga sadržaja (npr. donekle je povećana biološka raspoloživost amoksicilina). Hrana i antacidi nemaju značajni utjecaj na biološku raspoloživost famotidina.

### Trudnoća i dojenje
Nije poznata škodljivost lijeka u trudnoćatrudnoći. Trudnice ga smiju uzimati (B). Iako u majčino mlijeko prelazi tek manja količina famotidina i dojenče bi ga dnevno dobilo najviše 0,015 do 0,04 mg/kg, ne preporučuje se dojenje tijekom liječenja.

## Doziranje
Famoitidin se uzima navečer prije spavanja u dozama od 20 do 40 mg, ovisno o stupnju bolesti. Doziranje treba prilagoditi kliničkoj slici i stupnju hipersekrecije kiseline. Pri prethodnom liječenju drugim blokatorima H2-receptora potrebna je veća doza famotidina. U literaturi je opisano liječenje teških oblika bolesti sa 160 mg famotidina svakih 6 sati. 

### Djeca
U nekoliko kliničkih studija djeca su dobivala do 1 mg/kg famotidina, samo iznimno više.

### Bubrežni bolesnici
U bolesnika u kojih je kreatininski klirens manji od 10 ml/min (0,16 ml/s) odnosno serumska koncentracija kreatinina veća od 3 mg/100 ml (265 µmol/l) preporučuje se smanjenje dnevne doze na 20 mg ili 20 do 40 mg svakih 36 do 48 sati. Poslije dijalize ne treba ponovno uzeti lijek.

## Predoziranje
Nema izvješća o predoziranju famotidina u čovjeka. Pri predoziranju treba isprati želudac i provesti podupiruće liječenje.

## Nuspojave
Neželjeni su učinci rijetki. Navedeni neželjeni učinci u kliničkim su se ispitivanjima pojavili u više od 1% bolesnika i mogli bi biti posljedica liječenja: glavobolja (4,7%), omaglica (1,3%), proljev (1,7%), zatvor (1,2%). Rjeđe su se javljali ovi neželjeni učinci: mučnina, povraćanje, suhoća usta, nadutost, slabiji apetit. Alergijska reakcija: osip.
Neželjeni učinci većinom su blagi i ne zahtijevaju prekid liječenja. Vrlo se rijetko javljaju konvulzije, vrtoglavica, smetenost, smanjen libido ili povećana aktivnost jetrenih enzima.